# Berbère Télévision
Berbère Télévision è un canale televisivo satellitare privato di lingua berbera, con sede a Montreuil, in Francia.

## Storia
Il canale è stato lanciato nel gennaio del 2000 come BRTV (Berbère Radio Télévision). Il canale trasmette 24 ore su 24 dalla primavera del 2004.

## Amministrazione

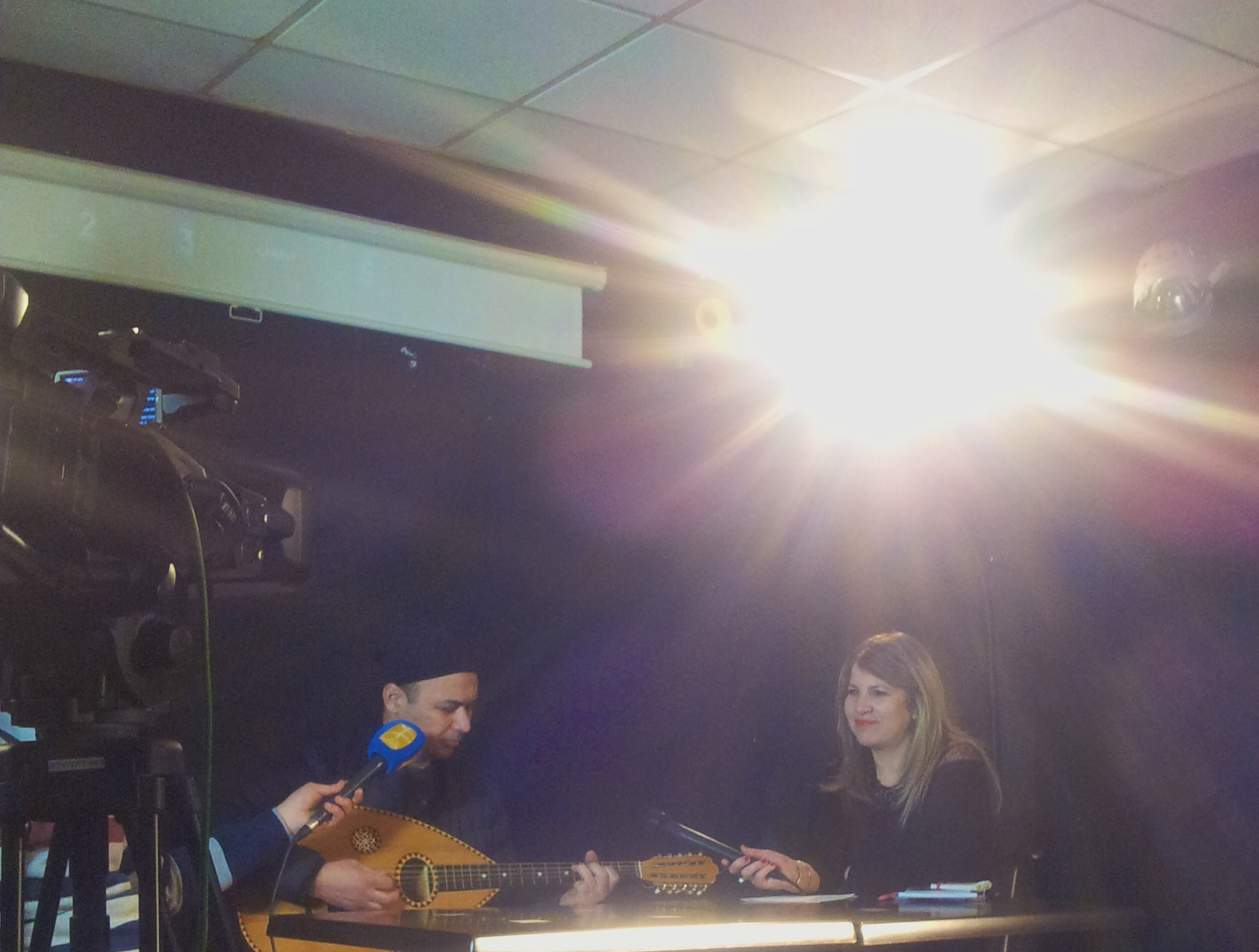
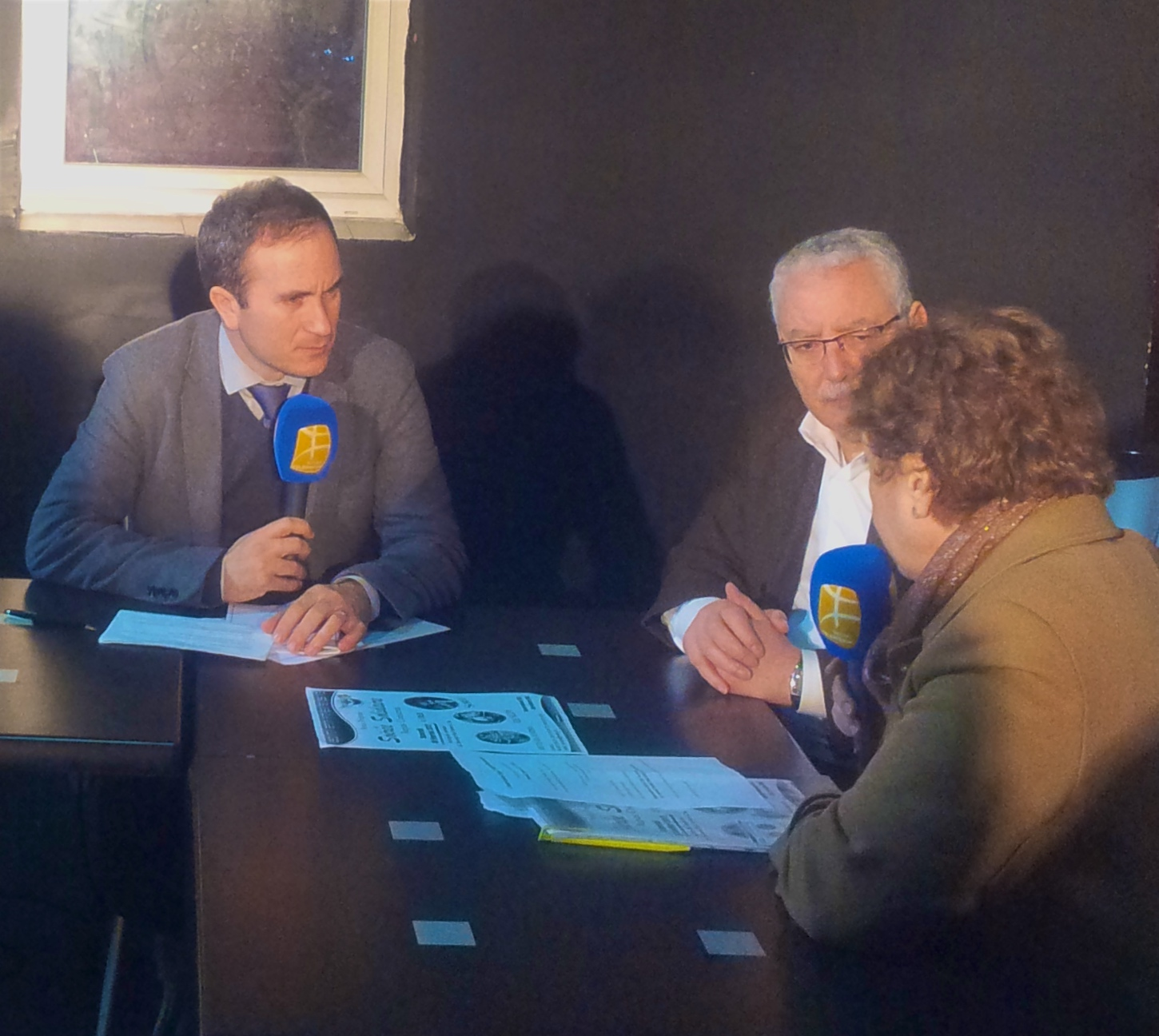
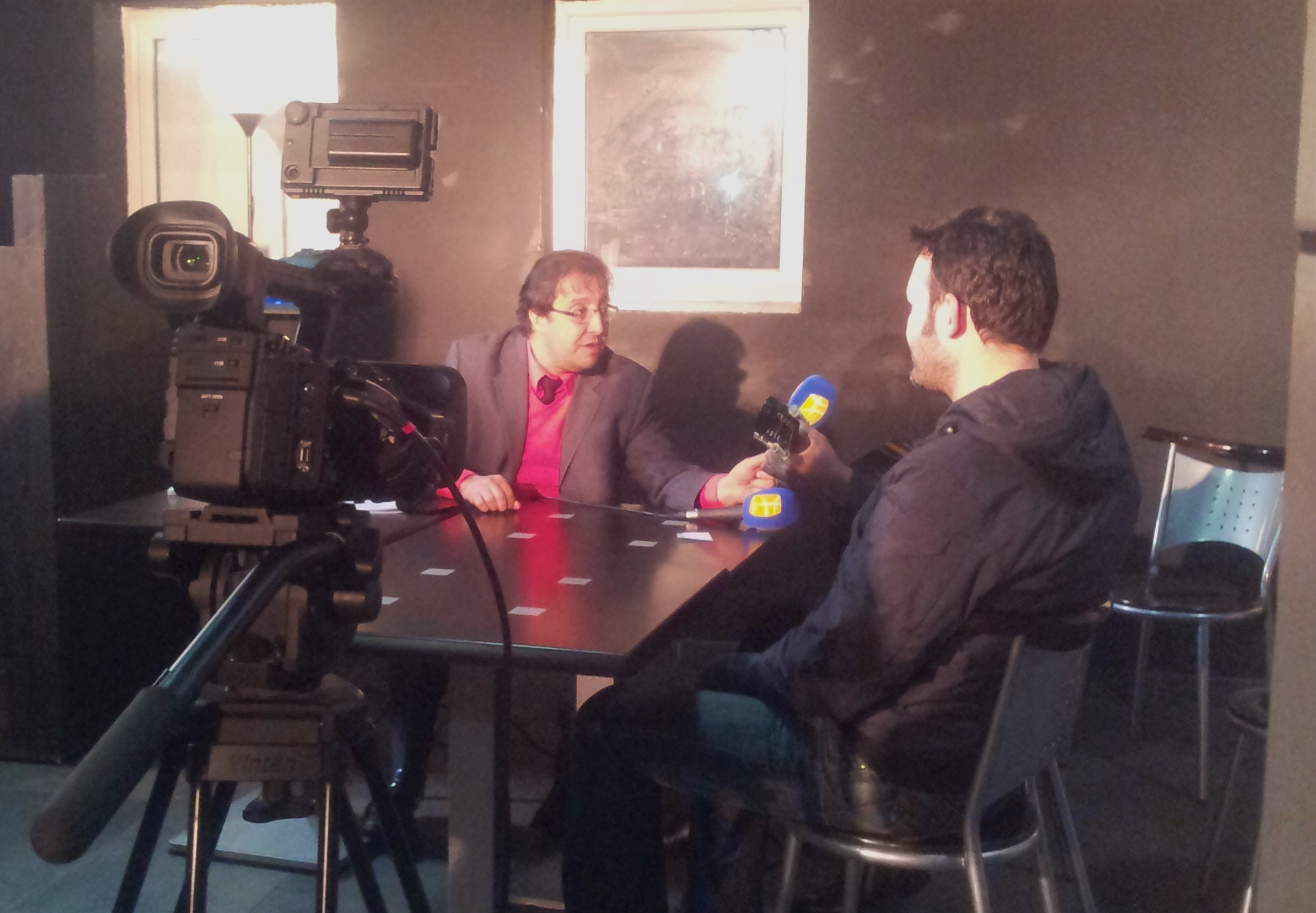

## Programmi

### Programmi originali
- Addal + (sport +)
- Allô amejjay (allô docteur)
- Amaynut (le neuf)
- Aɣmis (le journal)
- Arrac-nneɣ (nos enfants)
- Art et société
- Awal (le mot)
- Azzul Rio (bonjour Rio)
- Club de la presse
- Ddunit d afares (le monde de l'expression)
- Err-as tili (spotlight)
- Galaxie berbère
- Graffiti
- Igelliden-nneɣ (nos rois)
- I nezra mazal ad nzer (on a tant vu et on a encore tant à voir)
- J-7
- La parole est à vous
- Le divan berbère
- Le droit et vous
- Point(s) de vue
- Tanezzayt (la matinale)
- Tanezzayt, Weekend (la matinale, weekend)
- Tilufa (affaires)
- Top 10 - la compilation

### Programmi acquisiti
- Non è magia
- Intersection
- Wetten, dass..?